# Петрівський район
Петрі́вський райо́н — колишня адміністративно-територіальна одиниця у складі Кіровоградської області України. У 2020 році був об'єднаний з Олександрійським районом. Розташований на річці Інгулець, правій притоці річки Дніпро. Площа — 1195 км² (4,86 % від площі області). Адміністративний центр — смт Петрове. Дата утворення — 1929 рік. Населення становить 25 280 осіб (на 1 грудня 2011 року).

## Географія
Петрівський район розташований у південно-східній частині Кіровоградської області та межує на півночі з Олександрійським районом, на заході з Новгородківським і Долинським районами Кіровоградської області, на півдні та сході — з Дніпропетровською областю, з містом Жовті Води зокрема, центром уранової промисловості України. Розташований на річці Інгулець, правій притоці річки Дніпро.

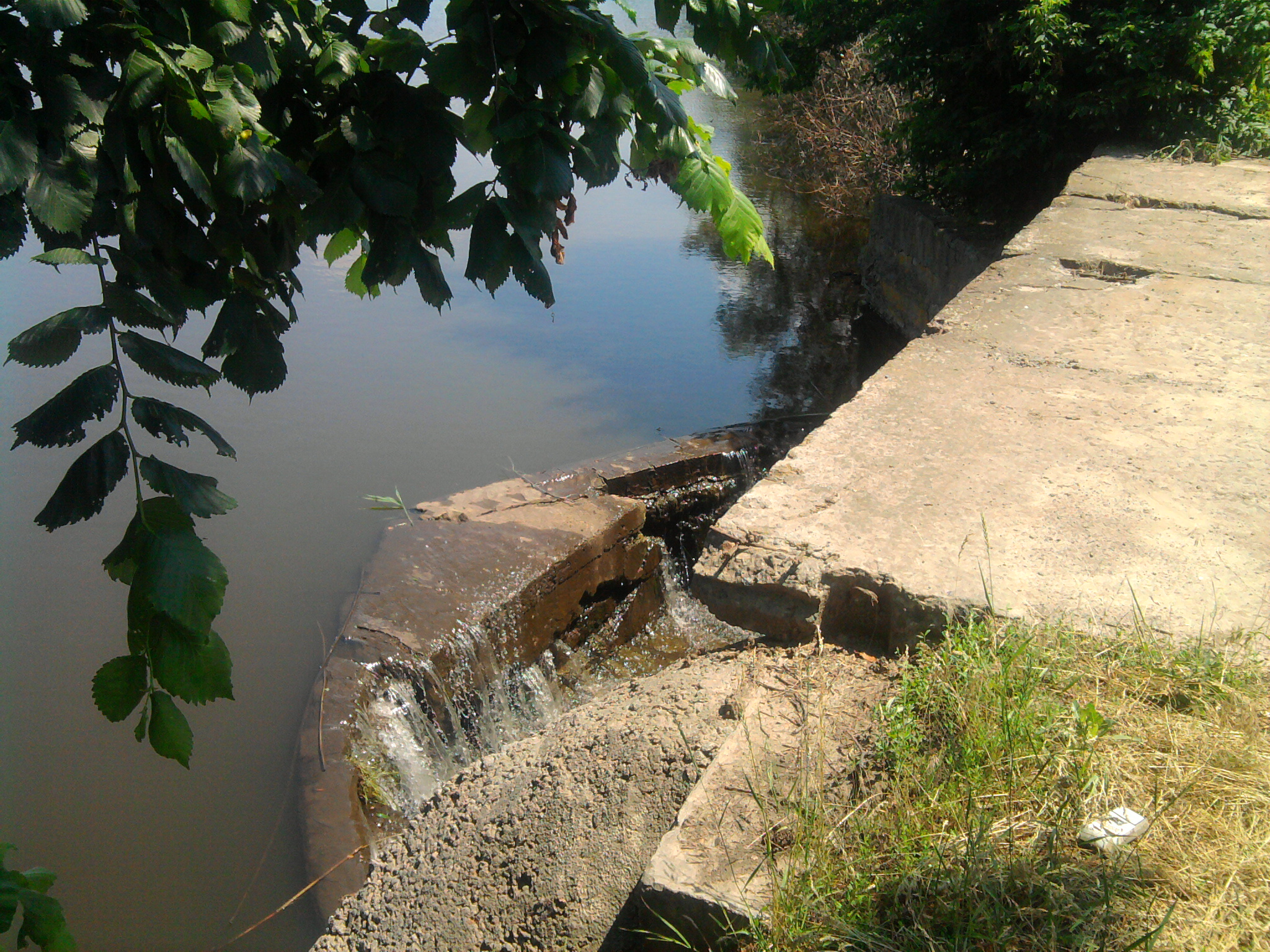
Водоспад на озері в селі Зелене

Відстань від обласного центру — 119 км. Територія району становить 119,5 тисяч га.

### Корисні копалини
Є поклади бурого вугілля (Дніпровський буровугільний басейн), залізної руди (Криворізький залізорудний басейн).,

### Водні ресурси
Найбільша річка — Інгулець. Інгулець протікає усією територією району з півночі на південь. Інші річки: Жовта, Зелена, Верблюжка. Озера: Блакитне Око (Балахівка).
На території Петрівського району багато ставків, на річці Інгулець — водосховище.

### Природно-заповідний фонд

#### Ботанічний заказник
Власівська балка (загальнодержавного значення).

#### Орнітологічний заказник
Петрівський.

#### Заповідні урочища
Новомогильне, Ганнівське, Бабеньківське урочище, Питомник, Балахівське урочище, Михайлівське.

## Історія

### Виникнення та Російська імперія
За легендою с. Петрове виникло в кінці XVII ст. як хутір козака Петрика, Петра Івановича Іваненка, який в 1696 р. загинув у бою з російсько-гетьманським військом під час татарсько-козацького набігу на Лівобережжя. За іншим переказом селище засноване запорізьким козаком Петром Глобою в 60-х роках XVIII ст.
Відомо, що в першій половині XVIII ст. тут були запорозькі зимівники, Інгулець служила природною межею між Буго-Гардскої й Кодацької паланки.
22 березня 1764 року ця територія відійшла до Єлисаветградської провінції знову створеної Новоросійської губернії.
Перша церква села була побудована в 1780 році. Пізніше на протилежному березі річки з'явилася ще одна церква. Називалися вони на честь Вознесіння (Вознесіння) та Покрови.
22 січня 1784 року Новоросійська губернія була реформована в Катеринославське намісництво, і с. Петрове увійшло до Олександрійського повіту.
12 грудня 1796 року намісництво було скасовано і створена Новоросійська губернія. Село Петрове опинилося в Єлисаветградському повіті (Олександрійський повіт розформувався).
8 жовтня 1802 року Новоросійська губернія розділилася на три, і с. Петрове відійшло до Миколаївської губернії.
15 травня 1803 року Миколаївська губернія була перейменована на Херсонську з переведенням губернського правління з Миколаєва до Херсона. 1 січня 1806 року Єлисаветградський повіт розділився на два — Єлисаветградський та Олександрійський, і с. Петрове перейшло до складу Олександрійського повіту.
У результаті виникнення Південних військових поселень, початок якому поклав указ 16 квітня 1817 року, с. Петрове з 1822 року увійшло до складу 2-го кавалерійського округу, де розселилися ескадрони Стародубського кірасирського полку, що входив в 3-тю кірасирську дивізію 2-го резервного кавалерійського корпусу. Штаб полку знаходився в с. Новому Стародубі, штаб дивізії — в с. Нова Прага, штаб корпусу — в Єлисаветграді.
За указом 4 червня 1857 року військові поселення почали ліквідовуватися, а населені пункти повертатися в цивільний стан, тобто в підпорядкування своїх повітів і губерній.
До революцій 1917 року і наступною за нею громадянською війною с. Петрове було у складі Олександрійського повіту Херсонської губернії.

### Визвольні змагання
Українська Центральна Рада, яка прийшла до влади в Україні 4 березня 1917 р., і створена нею 7 листопада того ж року Українська Народна Республіка, підготували, але не змогли провести адміністративно — територіальну реформу.
У період гетьманування Павла Скоропадського (29 квітня — 14 грудня 1918 року) с. Петрове входило до Олександрійського повітового староства, а під час змінив гетьманат Директорії — до Олександрійського повітового комісаріату.

### Радянський період
У травні 1919 року Херсонська губернія розділилася на дві — Одеську і Херсонську. У січні 1920 р. в с. Петрове остаточно встановлена радянська влада. Спеціальною постановою ВЦВРК від 28 січня 1920 р. був затверджений розділ губернії, і с. Петрове залишилося в Херсонській губернії.
13 березня 1920 року Херсонська губернія була перейменована в Миколаївську з переведенням адміністративного центру м. Миколаїв.
У травні 1920 року була створена Кременчуцька губернія, затвердили укази ВУЦВК від 18 і 30 липня та 15 серпня 1920 р. Олександрійський повіт увійшов до складу цієї губернії.
У жовтні 1922 року Кременчуцька губернія була розформована, а Миколаївська увійшла до складу Одеської.
У 1923 році згідно з постановою ВЦВРК від 7 березня, затвердженої сесією ВЦВРК 12 квітня, повіти були ліквідовані, замість них утворено округи, що поділялися на райони. Селище Петрове стало районним центром Криворізької округи Катеринославської губернії.
3 червня 1925 р. були скасовані губернські поділи та проведено укрупнення округів.
У 1930 році, згідно з постановами ВУЦВК та РНК УРСР від 13 червня та 12 вересня, всі округи були скасовані та райони підпорядковані безпосередньо республіканському центру.
Таким чином, с. Петрове пройшло шлях від хутора або невеликого села в адміністративний центр одного з найдавніших і найбільших районів Кіровоградської області.
9 лютого 1932 року в Україні були створені області та с. Петрове виявилося у Дніпропетровській області.
22 вересня 1937 року була створена Миколаївська область, до якої перейшли кілька районів Дніпропетровської області, в тому числі й Петровський район.
10 січня 1939 року Указом Президії Верховної Ради СРСР була утворена Кіровоградська область і с. Петрове стало одним з її тридцяти райцентрів.
З 8 серпня 1941 року по 21 жовтня 1943 року с. Петрове перебувало в німецькій окупації, у грудні 1943 року в селі була відновлена робота районних установ.
30 грудня 1962 року кількість районів Кіровоградської області в результаті їх укрупнення скоротилося вдвічі, і Петровський район значно збільшився шляхом території ліквідованих сільрад сусідніх районів.
Наступний 1963 рік с. Петрове отримало статус селища міського типу.
Після розукрупнення 1965—1967 років с. Петрове, стало центром району, територія якого вже не змінювалася до теперішнього часу.

## Адміністративний устрій
Район адміністративно-територіально поділяється на 2 селищні ради та 13 сільських рад, які об'єднують 39 населених пунктів та підпорядковані Петрівській районній раді. Адміністративний центр — смт Петрове.

## Населення
Розподіл населення за віком та статтю (2001):
| Стать | Всього | До 15 років | 15-24 | 25-44 | 45-64 | 65-85 | Понад 85 |
| --- | ------ | ----------- | ----- | ----- | ----- | ----- | -------- |
| Чоловіки | 14 427 | 2631        | 2459  | 4410  | 3491  | 1384  | 52       |
| Жінки | 14 551 | 2352        | 1743  | 3591  | 4017  | 2577  | 271      |
| \| Статево-вікова піраміда \| Статево-вікова піраміда \| Статево-вікова піраміда \| \| ----------------------- \| ----------------------- \| ----------------------- \| \| Чоловіки \| Вік \| Жінки \| \| 52 \| 85 + \| 271 \| \| 85 \| 80-84 \| 317 \| \| 248 \| 75-79 \| 705 \| \| 498 \| 70-74 \| 820 \| \| 553 \| 65-69 \| 735 \| \| 1057 \| 60-64 \| 1304 \| \| 592 \| 55-59 \| 805 \| \| 852 \| 50-54 \| 909 \| \| 990 \| 45-49 \| 999 \| \| 1078 \| 40-44 \| 1046 \| \| 991 \| 35-39 \| 917 \| \| 1067 \| 30-34 \| 799 \| \| 1274 \| 25-29 \| 829 \| \| 1421 \| 20-24 \| 834 \| \| 1038 \| 15-20 \| 909 \| \| 1127 \| 10-14 \| 971 \| \| 859 \| 5-9 \| 729 \| \| 645 \| 0-4 \| 652 \| |        |             |       |       |       |       |          |
| Статево-вікова піраміда |        |             |       |       |       |       |          |
| Чоловіки | Вік    | Жінки       |       |       |       |       |          |
| 52 | 85 +   | 271         |       |       |       |       |          |
| 85 | 80-84  | 317         |       |       |       |       |          |
| 248 | 75-79  | 705         |       |       |       |       |          |
| 498 | 70-74  | 820         |       |       |       |       |          |
| 553 | 65-69  | 735         |       |       |       |       |          |
| 1057 | 60-64  | 1304        |       |       |       |       |          |
| 592 | 55-59  | 805         |       |       |       |       |          |
| 852 | 50-54  | 909         |       |       |       |       |          |
| 990 | 45-49  | 999         |       |       |       |       |          |
| 1078 | 40-44  | 1046        |       |       |       |       |          |
| 991 | 35-39  | 917         |       |       |       |       |          |
| 1067 | 30-34  | 799         |       |       |       |       |          |
| 1274 | 25-29  | 829         |       |       |       |       |          |
| 1421 | 20-24  | 834         |       |       |       |       |          |
| 1038 | 15-20  | 909         |       |       |       |       |          |
| 1127 | 10-14  | 971         |       |       |       |       |          |
| 859 | 5-9    | 729         |       |       |       |       |          |
| 645 | 0-4    | 652         |       |       |       |       |          |

Національний склад населення за даними перепису 2001 року:
| Національність | Кількість осіб | Відсоток |
| -------------- | -------------- | -------- |
| Українці       | 26716          | 92,27 %  |
| Росіяни        | 1549           | 5,35 %   |
| Молдовани      | 204            | 0,70 %   |
| Білоруси       | 133            | 0,46 %   |
| Вірмени        | 99             | 0,34 %   |
| Інші           | 253            | 0,87 %   |

Мовний склад населення за даними перепису 2001 року:
| Мова       | Кількість осіб | Відсоток |
| ---------- | -------------- | -------- |
| Українська | 27095          | 93,58 %  |
| Російська  | 1529           | 5,28 %   |
| Молдовська | 102            | 0,35 %   |
| Вірменська | 91             | 0,31 %   |
| Білоруська | 38             | 0,13 %   |
| Інші       | 99             | 0,34 %   |

Населення району станом на 1 січня 2003 року становить 28,5 тис. осіб, із них міського — 9,94 тис. осіб, сільського — 19,1 тис. осіб.
Найбільші населені пункти:
- Петрове — 7760 осіб (2010)
- Новий Стародуб — 4964 ос.
- Ганнівка — 1655 ос.
- Луганка — 1283 ос.
- Іскрівка — 1137 ос.

## Пам'ятки
У Петрівському районі Кіровоградської області на обліку перебуває 30 пам'яток історії.
У Петрівському районі Кіровоградської області на обліку перебуває 8 пам'яток архітектури.

## Політика
25 травня 2014 року відбулися Президентські вибори України. У межах Петрівського району були створені 32 виборчі дільниці. Явка на виборах складала 62,51 % (проголосували 11 815 із 18 900 виборців). Голоси розподілилися так:
- Петро Порошенко — 48,34 % (5711 виборців)
- Юлія Тимошенко — 18,74 % (2214 виборців)
- Олег Ляшко — 10,22 % (1207 виборців)
- Анатолій Гриценко — 5,70 % (673 виборці)
- Сергій Тігіпко — 4,19 % (495 виборців).

Решта кандидатів набрали меншу кількість голосів. Кількість недійсних або зіпсованих бюлетенів — 1,90 %.